# Haselbach (Saidenbach)
Der Haselbach ist ein linker Nebenfluss des Saidenbaches im sächsischen Erzgebirge. Mit dem Dörnthaler Teich, der Vorsperre Forchheim und der Talsperre Saidenbach wird er dreimal aufgestaut und trägt damit zur Versorgung der Großräume Chemnitz und Freiberg mit Trink- und Brauchwasser bei.

## Verlauf

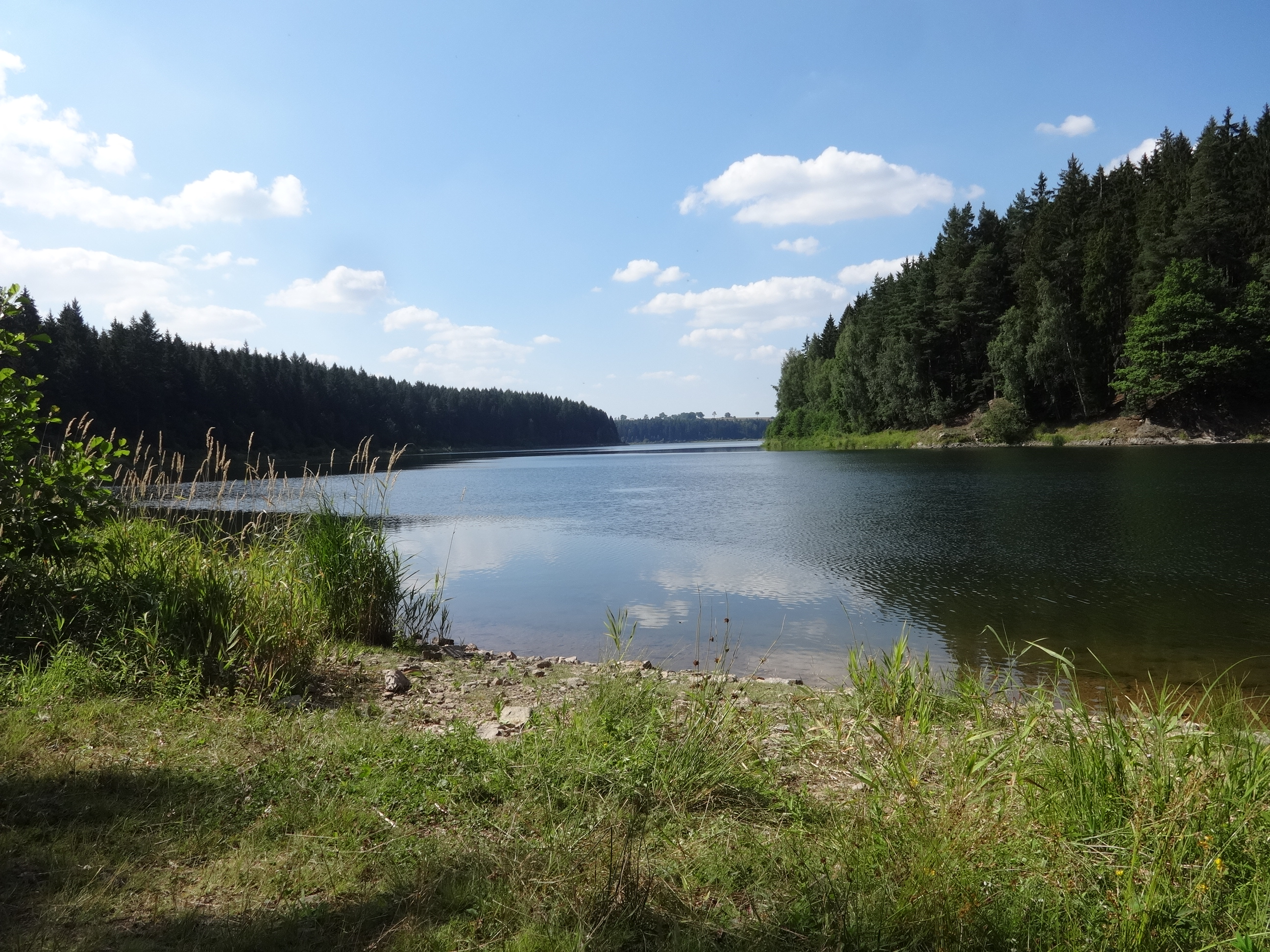
Durch den Haselbach gefülltes Seitental der Saidenbachtalsperre

Der Bach entspringt im Waldgebiet Tännicht, das sich zwischen Dörnthal und Dittmannsdorf erstreckt. Die Fließrichtung ist überwiegend von Ost nach West, also parallel zur Längserstreckung des Erzgebirges und über den Saidenbach der Flöha zufließend.
Schon nach knapp 2,5 km wird er durch den Dörnthaler Teich aufgestaut. Dieser Kunstteich wurde zwischen 1787 und 1790 angelegt, um über die obere Wasserversorgung des Kunstgraben- und Röschensystems der Revierwasserlaufanstalt Freiberg (RWA) das Bergrevier bei Brand mit Aufschlagwasser zu versorgen. Auch heute noch liefert es Brauchwasser für die Freiberger Industrie. Die Regulierung der Wasserabgabe an Haselbach und RWA erfolgt über Schütze.
Der Bach durchfließt schließlich das westliche Ortsende von Dörnthal und das Waldhufendorf Haselbach, das entlang des Baches angelegt ist. Nordöstlich von Forchheim wird er auf etwa 900 m Länge durch die Vorsperre Forchheim aufgestaut. Diese dient der Vorreinigung des Wassers für die Trinkwasser-Talsperre Saidenbach. Nachdem der Bach noch zwei zweitere, kleinere Vorsperren passiert hat, trifft er auf die 1929 bis 1933 errichtete Saidentachtalsperre, die über das Talsperrensystem Mittleres Erzgebirge in die Wasserversorgung von Chemnitz eingebunden ist. Hier füllt der im 18. Jahrhundert im unteren Abschnitt auch Forchheimer Wasser genannte Bach ein mehr als 1,5 km langes Seitental.

## Zuflüsse
- Dörnthalbach (re)
- Scheidebach (re)
- Goldborn(bach) (li)
- Frederbach (re)
- Steinhübelbach (li)
- Forchheimer Bach (li)

## Schutzgebiete
Der Dörnthaler Teich ist Teil des FFH-Gebiets Freiberger Bergwerksteiche, mit dem Flora und Fauna der durch den Bergbau entstandenen Kunst-, Hütten- und Pochwerksteichen sowie angrenzender Wiesen und Wälder unter Schutz gestellt werden. Nahezu der gesamte Verlauf ist Teil des 44,66 km² großen Landschaftsschutzgebiets Saidenbachtalsperre.